# Aeroporto Internacional da Costa de Prata
O Aeroporto Internacional da Costa de Prata, também conhecido como Aeroporto da Figueira da Foz, era para ser um aeroporto localizado na Figueira da Foz, Portugal, mais concretamente em Lavos, 7 km a sul do centro da cidade, e destinar-se-ia a servir esta cidade, a Costa de Prata e a Região Centro do país. Apesar de todo o seu âmbito, nunca chegou a sair do papel e foi eventualmente abandonado.
Com inauguração prevista para 1993, para além do aeroporto, o projecto contemplava um centro de formação aeronáutica a nível universitário e, a mais longo prazo, uma linha ferroviária de alta velocidade ou de monocarril a ligar o aeroporto ao centro da Figueira da Foz e a outras cidades da região, incluindo Coimbra, Leiria e Fátima. O projecto estava a cargo da Globo Air, uma empresa de capitais privados portugueses, norte-americanos e franceses, que ambicionava instalar uma companhia aérea que pudesse usar este aeroporto como seu hub. O projecto foi concebido pelo estúdio Atelier da Cidade, que contemplava um terminal em layout circular, capaz de albergar 21 aviões widebody.